# Krystian Palacz
Krystian Palacz (ur. 19 lipca 2003 w Poznaniu) – polski piłkarz grający na pozycji obrońcy w Motorze Lublin.

## Kariera klubowa

### Lech Poznań
Karierę piłkarską rozpoczynał w rodzinnym mieście, jest wychowaniem Lecha Poznań, w którym przebył drogę od kategorii dziecięcych poprzez drużyny juniorskie i drużynę rezerw, aż kończąc debiutem w pierwszej drużynie Kolejorza w meczu Ekstraklasy. Debiut w seniorskiej piłce zaliczył 8 sierpnia 2020 w meczu Pucharu Polski pomiędzy rezerwami Lecha, a Elaną Toruń, zakończony zwycięstwem rezerw Lecha 3–2. Z kolei debiut na boiskach Ekstraklasy zaliczył w tym samym sezonie, 14 lutego 2021 roku w ramach 17. kolejki, w wyjazdowym meczu przeciwko Wiśle Płock, wchodząc w 79. minucie meczu zastępując na boisku Jakuba Kamińskiego.

### Sandecja Nowy Sącz
7 lutego 2023 roku ogłoszono wypożyczenie Palacza na półtora roku do I–ligowej wówczas Sandecji Nowy Sącz. Palacz wystąpił łącznie w 10 spotkaniach I ligi w barwach Sandecji. W klubie z Nowego Sącza debiutował w domowym meczu przeciwko Resovii w ramach 20. kolejki rozgrywek I ligi w sezonie 2022/23. Ostatecznie Palacz w drużynie Sandecji spędził jedynie pół roku.

### Motor Lublin
26 czerwca 2023 roku ogłoszono transfer definitywny Palacza do beniaminka I ligi – Motoru Lublin z opcją wykupu go przez Lecha po sezonie. Kontrakt podpisano do 30 czerwca 2026 roku z opcją przedłużenia o kolejny rok. Po sezonie Lech nie zdecydował się na wykup Palacza i zawodnik pozostał w klubie z Lubelszczyzny.
Debiut w klubie zaliczył w wygranym przez Motor 1–0 meczu, 9 sierpnia 2023 w ramach rozgrywek Pucharu Polski przeciwko swojej byłej drużynie – rezerwom Lecha Poznań.
W tym samym sezonie awansował z Motorem Lublin do Ekstraklasy.

## Kariera reprezentacyjna
Zawodnik występował w młodzieżowych reprezentacjach narodowych. Reprezentował Polskę w kategoriach wiekowych U-19, U-20 oraz U-21.